# Tipula (Acutipula) bistripunctata
Tipula (Acutipula) bistripunctata is een tweevleugelige uit de familie langpootmuggen (Tipulidae). De soort komt voor in het Afrotropisch gebied.